# Senátní obvod č. 51 – Žďár nad Sázavou
Senátní obvod č. 51 – Žďár nad Sázavou je podle zákona č. 247/1995 Sb. tvořen celým okresem Žďár nad Sázavou.
Současným senátorem je od roku 2020 Josef Klement za KDU-ČSL.

## Senátoři

Jiří Šenkýř
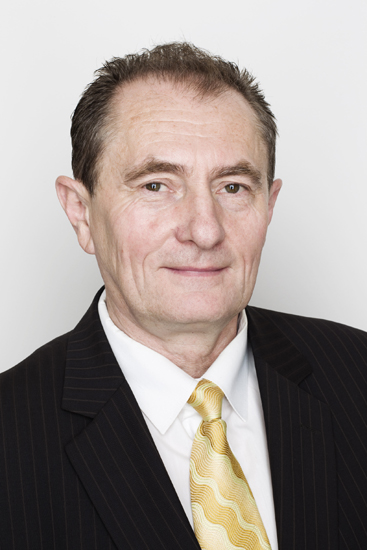
Josef Novotný
Dagmar Zvěřinová
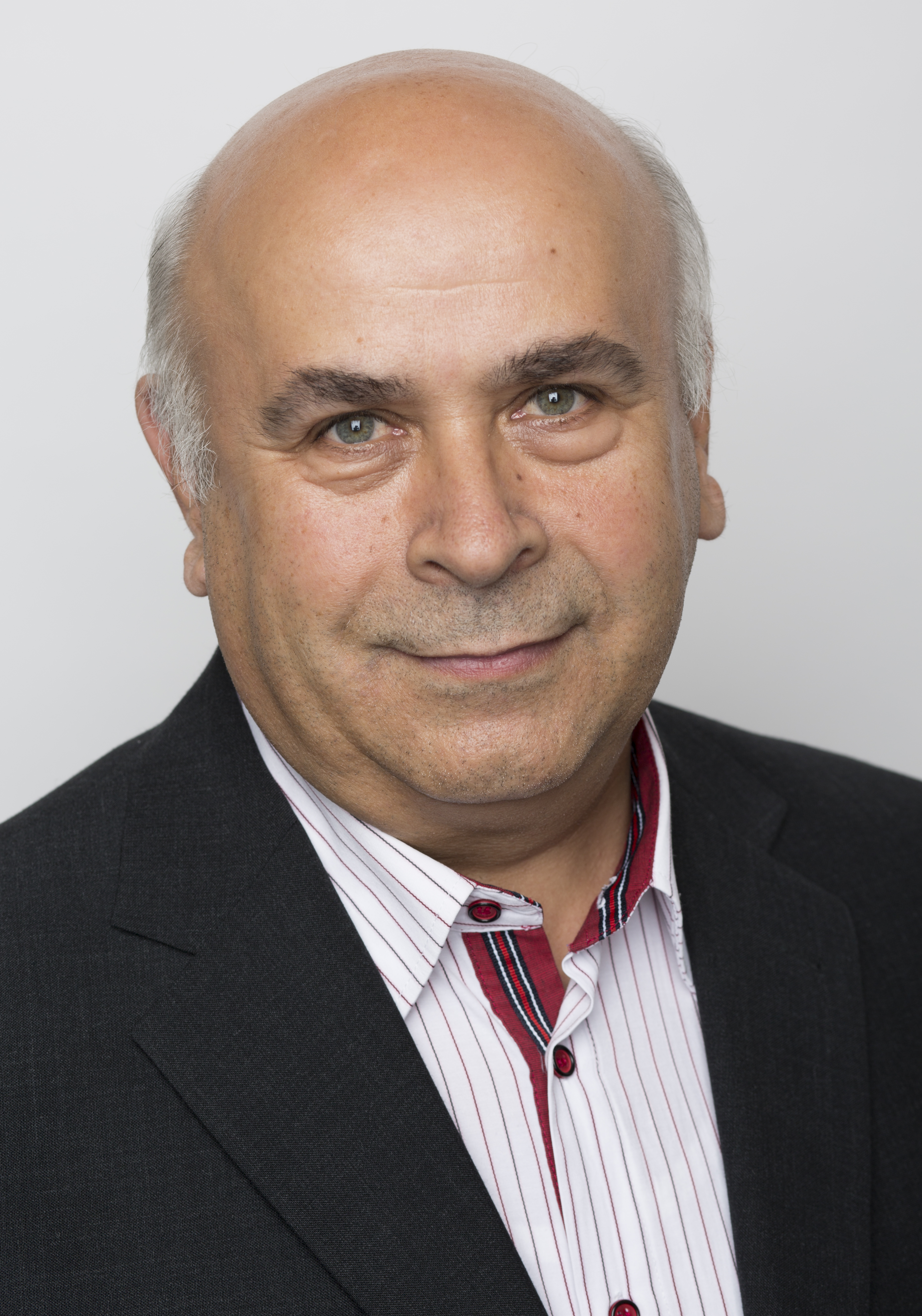
František Bradáč
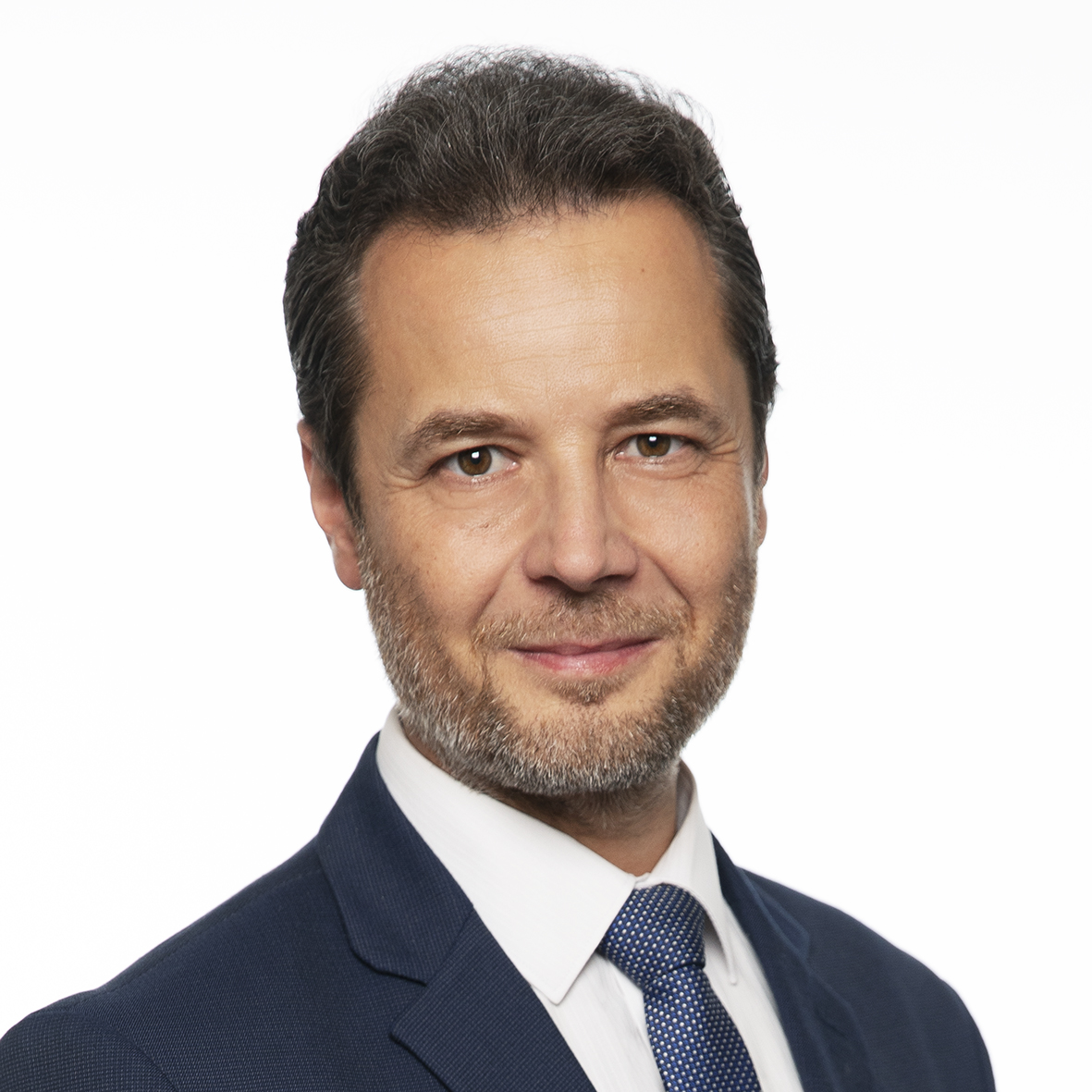
Josef Klement

| Volby | Volby         | Senátor          | Volební strana | Navrhující strana | Politická příslušnost | Odkaz  |
| ----- | ------------- | ---------------- | -------------- | ----------------- | --------------------- | ------ |
|       | 1996          | Jiří Šenkýř      | KDU-ČSL        | KDU-ČSL           | KDU-ČSL               | profil |
|       | 2002          | Josef Novotný    | SNK            | SNK               | SNK                   | profil |
|       | 2008          | Dagmar Zvěřinová | ČSSD           | ČSSD              | ČSSD                  | profil |
|       | 2014          | František Bradáč | KDU-ČSL        | KDU-ČSL           | KDU-ČSL               | profil |
| 2020  | Josef Klement | BEZPP            | KDU-ČSL        | KDU-ČSL           | profil                |        |

## Volby

### Rok 1996
| Kandidát | Kandidát              | Volební strana | Navrhující strana | Politická příslušnost | Počet hlasů (1. kolo) | %     | Počet hlasů (2. kolo) | %     |
| -------- | --------------------- | -------------- | ----------------- | --------------------- | --------------------- | ----- | --------------------- | ----- |
|          | Ing. Jiří Šenkýř      | KDU-ČSL        | KDU-ČSL           | KDU-ČSL               | 9 198                 | 23,20 | 16 442                | 57,61 |
|          | Miroslava Němcová     | ODS            | ODS               | ODS                   | 12 202                | 30,78 | 12 096                | 42,39 |
|          | Ing. Stanislav Kopal  | ČSSD           | ČSSD              | ČSSD                  | 8 750                 | 22,07 | —                     | —     |
|          | Ing. Bohumil Kotlán   | KSČM           | KSČM              | KSČM                  | 6 944                 | 17,52 | —                     | —     |
|          | PhDr. Zdeněk Vyhlídal | NEZ            | NEZ               | BEZPP                 | 2 218                 | 5,60  | —                     | —     |
|          | Ing. Jaromír Lavický  | MSLK_96        | MOR_SLEZ          | HSMS-MNSj             | 328                   | 0,83  | —                     | —     |

### Rok 2002
| Kandidát | Kandidát                 | Volební strana | Navrhující strana | Politická příslušnost | Počet hlasů (1. kolo) | %     | Počet hlasů (2. kolo) | %     |
| -------- | ------------------------ | -------------- | ----------------- | --------------------- | --------------------- | ----- | --------------------- | ----- |
|          | Ing. Josef Novotný       | SNK            | SNK               | SNK                   | 10 201                | 34,51 | 24 167                | 61,06 |
|          | Jan Dřínek               | NK             | NK                | BEZPP                 | 6 458                 | 21,84 | 15 407                | 38,93 |
|          | Ing. Jiří Šenkýř         | KDU-ČSL        | KDU-ČSL           | KDU-ČSL               | 6 393                 | 21,62 | —                     | —     |
|          | Ing. Alois Koukola, CSc. | KSČM           | KSČM              | BEZPP                 | 3 848                 | 13,01 | —                     | —     |
|          | Ing. Miroslav Sedlařík   | ODS            | ODS               | ODS                   | 2 657                 | 8,98  | —                     | —     |

### Rok 2008
| Kandidát | Kandidát              | Volební strana | Navrhující strana | Politická příslušnost | Počet hlasů (1. kolo) | %     | Počet hlasů (2. kolo) | %     |
| -------- | --------------------- | -------------- | ----------------- | --------------------- | --------------------- | ----- | --------------------- | ----- |
|          | Ing. Dagmar Zvěřinová | ČSSD           | ČSSD              | ČSSD                  | 14 263                | 33,98 | 18 982                | 59,31 |
|          | Ing. Josef Novotný    | SNK ED         | SNK ED            | SNK ED                | 9 706                 | 23,12 | 13 018                | 40,68 |
|          | Josef Mach            | KDU-ČSL        | KDU-ČSL           | KDU-ČSL               | 6 100                 | 14,53 | —                     | —     |
|          | Mgr. Jaromír Brychta  | ODS            | ODS               | ODS                   | 5 607                 | 13,35 | —                     | —     |
|          | Jan Slámečka          | KSČM           | KSČM              | KSČM                  | 4 438                 | 10,57 | —                     | —     |
|          | Květoslav Šafránek    | SN             | SN                | BEZPP                 | 973                   | 2,31  | —                     | —     |
|          | Zdeněk Tomášek        | „21“           | „21“              | BEZPP                 | 885                   | 2,10  | —                     | —     |

### Rok 2014
| Kandidát | Kandidát                | Volební strana | Navrhující strana | Politická příslušnost | Počet hlasů (1. kolo) | %     | Počet hlasů (2. kolo) | %     |
| -------- | ----------------------- | -------------- | ----------------- | --------------------- | --------------------- | ----- | --------------------- | ----- |
|          | Ing. František Bradáč   | KDU-ČSL        | KDU-ČSL           | KDU-ČSL               | 8 683                 | 20,70 | 10 848                | 53,22 |
|          | Ing. Dagmar Zvěřinová   | ČSSD           | ČSSD              | ČSSD                  | 11 636                | 27,74 | 9 533                 | 46,77 |
|          | PaedDr. Jaroslav Ptáček | ODS            | ODS               | ODS                   | 4 746                 | 11,31 | —                     | —     |
|          | Petr Novák              | NK             | NK                | BEZPP                 | 4 329                 | 10,32 | —                     | —     |
|          | Ing. Petr Stoček        | KSČM           | KSČM              | KSČM                  | 2 706                 | 6,45  | —                     | —     |
|          | Mgr. Ladislav Stalmach  | STO            | STO               | BEZPP                 | 2 507                 | 5,97  | —                     | —     |
|          | Jiří Nekovář            | Úsvit          | Úsvit             | BEZPP                 | 2 205                 | 5,25  | —                     | —     |
|          | Mgr. Jiří Havlíček      | TOP 09, STAN   | TOP 09            | TOP 09                | 1 328                 | 3,16  | —                     | —     |
|          | Ing. Josef Mička        | SPO            | SPO               | SPO                   | 1 307                 | 3,11  | —                     | —     |
|          | Josef Fendrych          | Svobodní       | Svobodní          | Svobodní              | 1 090                 | 2,59  | —                     | —     |
|          | Ivo Kaštan              | O.K. strana    | O.K. strana       | BEZPP                 | 844                   | 2,01  | —                     | —     |
|          | Miloš Komínek           | SVAZ           | SVAZ              | SVAZ                  | 564                   | 1,34  | —                     | —     |

### Rok 2020
Ve volbách v roce 2020 senátor František Bradáč již neobhajoval svůj mandát. Mezi šesti kandidáty na nového senátora byli univerzitní profesor Bohumil Kasal, který kandidoval jako nestraník za hnutí SPD, poradce ministra Libor Černý, který se o mandát senátora ucházel jako nestraník za hnutí ANO, podnikový právník Zdeněk Střítecký z KSČM, starosta Nového Města na Moravě Michal Šmarda, který kandidoval za koalici ČSSD, Zelení a Budoucnost, OSVČ Ivana Horká z hnutí NeKa a místostarosta města Žďár nad Sázavou a nestraník za KDU-ČSL Josef Klement.
První kolo vyhrál s 31,01 % hlasů Josef Klement, do druhého kola s ním postoupil Michal Šmarda, který obdržel 25,28 % hlasů. Druhé kolo vyhrál s 59,81 % hlasů Josef Klement.
| Kandidát | Kandidát                        | Volební strana           | Navrhující strana | Politická příslušnost | Počet hlasů (1. kolo) | %     | Počet hlasů (2. kolo) | %     |
| -------- | ------------------------------- | ------------------------ | ----------------- | --------------------- | --------------------- | ----- | --------------------- | ----- |
|          | Ing. Josef Klement              | KDU-ČSL                  | KDU-ČSL           | BEZPP                 | 10 660                | 31,01 | 10 713                | 59,81 |
|          | Michal Šmarda                   | ČSSD, Zelení, Budoucnost | ČSSD              | ČSSD                  | 8 691                 | 25,28 | 7 198                 | 40,18 |
|          | Ing. Bc. Ivana Horká            | NeKa                     | NeKa              | NeKa                  | 6 853                 | 19,93 | —                     | —     |
|          | JUDr. Libor Černý               | ANO                      | ANO               | BEZPP                 | 5 018                 | 14,60 | —                     | —     |
|          | prof. Ing. Bohumil Kasal, Ph.D. | SPD                      | SPD               | BEZPP                 | 1 644                 | 4,78  | —                     | —     |
|          | Mgr. Bc. Zdeněk Střítecký       | KSČM                     | KSČM              | KSČM                  | 1 503                 | 4,37  | —                     | —     |

## Volební účast
|  | nejvyšší volební účast |  | nejnižší volební účast |

| Rok  | % (1. kolo) | % (2. kolo) |
| ---- | ----------- | ----------- |
| 1996 | 42,84       | 30,88       |
| 2002 | 30,63       | 43,03       |
| 2008 | 46,48       | 33,65       |
| 2014 | 47,26       | 21,23       |
| 2020 | 37,81       | 19,01       |